# Postleitzahl (Schweden)
Die Postleitzahlen in Schweden (schwedisch: Postnummer) wurden am 19. März 1968 eingeführt und bestehen aus fünf Ziffern, wobei die ersten drei zu einer Gruppe zusammengefasst werden. Die ersten beiden Ziffern geben die Region an, zu der eine Sendung geschickt wird, die übrigen je nach Größe des Orts, die genauere Ortsbezeichnung oder die Art der Postzustellung. In Schweden hat jedes Postamt wenigstens eine, in Orten mit mehreren Postämtern jedes Bestimmungsamt seine eigene Postleitzahl erhalten. Sie dient dem Abgangs- und Eingangsdienst.
Je höher die erste Ziffer ist, desto weiter nördlich liegt die Zielregion. Die „1“ ist allerdings für Stockholm reserviert. Ungefähre geographische Lage der Postregionen nach der ersten Ziffer:

## Postleitzahl-Regionen

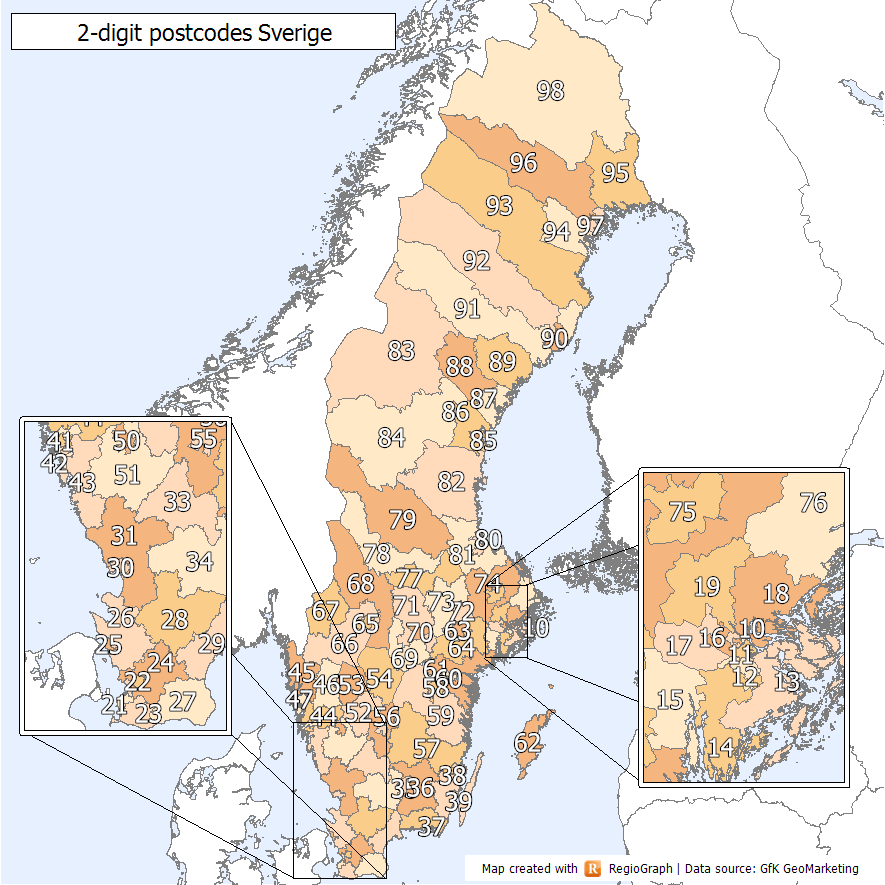
PLZ-Gebiete von Schweden (Gebiete mit den ersten beiden Stellen der Postleitzahl)

| Postleitzahl    | Stadt / Region                       |
| --------------- | ------------------------------------ |
| 10x xx – 11x xx | Stockholm                            |
| 12x xx – 15x xx | Südliches Groß-Stockholm             |
| 16x xx – 19x xx | Nördliches Groß-Stockholm            |
| 20x xx – 21x xx | Malmö                                |
| 22x xx          | Lund                                 |
| 23x xx – 24x xx | Süd- und Zentral-Skåne               |
| 25x xx          | Helsingborg                          |
| 26x xx          | Nordwest-Skåne                       |
| 27x xx          | Südost-Skåne                         |
| 28x xx          | Nord-Skåne                           |
| 29x xx          | Nordost-Skåne                        |
| 30x xx          | Halmstad                             |
| 31x xx          | Halland                              |
| 33x xx – 34x xx | Südwest-Småland                      |
| 35x xx          | Växjö                                |
| 36x xx          | Zentral-Småland                      |
| 37x xx          | Blekinge                             |
| 38x xx – 39x xx | Ost-Småland und Öland                |
| 40x xx – 41x xx | Göteborg Innenstadt                  |
| 42x xx – 43x xx | Region Göteborg                      |
| 44x xx – 47x xx | Bohuslän und Dalsland                |
| 50x xx          | Borås                                |
| 51x xx – 54x xx | Västergötland                        |
| 55x xx          | Jönköping                            |
| 56x xx – 57x xx | Nord-Småland                         |
| 58x xx          | Linköping                            |
| 59x xx          | Süd-Östergötland und Nordost-Småland |
| 60x xx          | Norrköping                           |
| 61x xx          | Nord-Östergötland                    |
| 62x xx          | Gotland                              |
| 63x xx          | Eskilstuna                           |
| 64x xx          | Süd-Södermanland                     |
| 65x xx          | Karlstad                             |
| 66x xx – 68x xx | Dalsland und Värmland                |
| 69x xx          | Närke                                |
| 70x xx          | Örebro                               |
| 71x xx          | Närke                                |
| 72x xx          | Västerås                             |
| 73x xx          | Nord-Närke und Västmanland           |
| 74x xx          | Uppland                              |
| 75x xx          | Uppsala                              |
| 76x xx          | Uppland                              |
| 77x xx – 79x xx | Dalarna                              |
| 80x xx          | Gävle                                |
| 81x xx          | Gästrikland und Uppland              |
| 82x xx          | Hälsingland                          |
| 83x xx          | Jämtland                             |
| 84x xx          | Härjedalen und West-Medelpad         |
| 85x xx          | Sundsvall                            |
| 86x xx          | Ost-Medelpad                         |
| 87x xx – 89x xx | Ångermanland                         |
| 90x xx          | Umeå                                 |
| 91x xx – 93x xx | Västerbottens län                    |
| 94x xx – 96x xx | Norrbottens län                      |
| 97x xx          | Luleå                                |
| 98x xx          | Nord-Norrbotten                      |